# ベンヤミン・ヌス
ベンヤミン・ヌス（Benyamin Nuss、1989年6月20日 - ）は、ドイツ出身のピアニスト兼作曲家。

## 来歴
1989年にドイツ、ベルギッシュグラッドバッハで生まれる。
幼少の頃よりプロのジャズトロンボーン奏者である父と、ジャズピアニストである伯父の影響を受け、6歳からヴィクトール・ランゲマンにピアノを学び始める。2004年からはボン出身のコンサートピアニストであるアンドレアス・フローリッヒに個人的なレッスンを受け、そののち現在までイリヤ・シェプスに師事している。
高校を卒業後はケルン音楽大学に進学、学士号を取得し卒業。アナトール・ウゴルスキ、アイナー・ステーン・ノックレベルク、ラグナ・シルマーのマスタークラスに参加。
2004年のドイツ国際音楽コンクール「ユーゲントムジツィエルト音楽コンクール」での優勝をうけ、ノースライン・ウェストファーレン州のユースオーケストラに招かれ演奏した。これまでケルン・フィルハーモニーホール、ハンブルクのライスコンサートホール、ロンドンのバービカンホールなど、評価の高いコンサートホールで演奏している。
また、自身が作曲を手掛けるジャズバンド「Fries Nuss Quartett」のメンバーとしても活動している。

## 受賞歴
- 2003年 Bernd Alois Zimmermann Prize of Erftstadt
- 2004年 Jugend Musiziert (with brother Jonathan Nuss)優勝
- 2005年 Jugend Musiziert (National Music Competition, Germany)ソロ部門優勝
- 2005年 スタインウェイピアノコンクール優勝
- 2006年 テューマーピアノコンクール優勝
- 2006年 国際ピアノコンクール „アマデオ・デ・ピアノ“優勝、ベストモーツァルト特別賞
- 2006年 Beethoven Bonnensis reward of Bonn
- 2008年 stipendiary of ´Best of NRW´受賞
- 2009年 exclusive Universal recording artist
- 2012年 Junge Kulturpreis Erftstadt2012 受賞

## ディスコグラフィ
- NUSS PLAYS UEMATSU 植松伸夫作品集(2010年)
- Exotica(2012年)
- Masashi Hamauzu Piano Works(2013年)
- Opus 4 - Piano And Chambermusic Works by Masashi Hamauzu(2014年)